# Verfolgung Unschuldiger
Die  Verfolgung Unschuldiger  ist in Deutschland gemäß § 344 des Strafgesetzbuches (StGB) ein Verbrechen, welches mit Freiheitsstrafe von einem Jahr bis zu zehn Jahren bestraft wird. Die Tat gehört zu den echten Amtsdelikten.
Nach dem Legalitätsprinzip sind Polizei, Staatsanwaltschaft und Gerichte einerseits verpflichtet, wegen aller verfolgbaren Straftaten einzuschreiten, sofern zureichende tatsächliche Anhaltspunkte vorliegen (§ 152 Abs. 2 StPO). Das Unterlassen von Strafverfolgungsmaßnahmen kann als Strafvereitelung im Amt bestraft werden (§ 258, § 258a StGB). Bieten die Ermittlungen dagegen keinen genügenden Anlass zur Erhebung der öffentlichen Klage, müssen andererseits die Ermittlungen eingestellt werden, ohne dass für die Strafverfolgungsbehörden ein Ermessen besteht (§ 170 StPO). Auch die Vollstreckung gegen Unschuldige wird bestraft (§ 345 StGB).
Durch die Strafbarkeit sollen zwei Rechtsgüter geschützt werden: „Zum einen die Grundrechte des zu Unrecht Beschuldigten. Und zum anderen die Zuverlässigkeit und Integrität der Rechtsordnung. Denn die Strafgerichte können nur dann ihre Arbeit richtig machen, wenn sie sich auf die Angaben von Polizisten, Staatsanwälten oder Richtern verlassen können.“

## Wortlaut
§ 344 StGB hat folgenden Wortlaut:
(1) Wer als Amtsträger, der zur Mitwirkung an einem Strafverfahren, abgesehen von dem Verfahren zur Anordnung einer nicht freiheitsentziehenden Maßnahme (§ 11 Abs. 1 Nr. 8), berufen ist, absichtlich oder wissentlich einen Unschuldigen oder jemanden, der sonst nach dem Gesetz nicht strafrechtlich verfolgt werden darf, strafrechtlich verfolgt oder auf eine solche Verfolgung hinwirkt, wird mit Freiheitsstrafe von einem Jahr bis zu zehn Jahren, in minder schweren Fällen mit Freiheitsstrafe von drei Monaten bis zu fünf Jahren bestraft. Satz 1 gilt sinngemäß für einen Amtsträger, der zur Mitwirkung an einem Verfahren zur Anordnung einer behördlichen Verwahrung berufen ist.
(2) Wer als Amtsträger, der zur Mitwirkung an einem Verfahren zur Anordnung einer nicht freiheitsentziehenden Maßnahme (§ 11 Abs. 1 Nr. 8) berufen ist, absichtlich oder wissentlich jemanden, der nach dem Gesetz nicht strafrechtlich verfolgt werden darf, strafrechtlich verfolgt oder auf eine solche Verfolgung hinwirkt, wird mit Freiheitsstrafe von drei Monaten bis zu fünf Jahren bestraft. Satz 1 gilt sinngemäß für einen Amtsträger, der zur Mitwirkung an
1. einem Bußgeldverfahren oder
2. einem Disziplinarverfahren oder einem ehrengerichtlichen oder berufsgerichtlichen Verfahren

## Strafdrohung
Während die Tat gem. § 344 Abs. 1 im Mindestmaß mit Freiheitsstrafe von einem Jahr oder darüber bedroht und daher ein Verbrechenstatbestand ist, der minder schwere Fälle kennt, handelt es sich bei § 344 Abs. 2 um den eigenständigen Tatbestand eines Vergehens (vgl. § 12 StGB).

## Tathandlung
Amtsträger sind die in § 11 Abs. 1 Nr. 2 StGB genannten Personen, insbesondere Polizeibeamte, Staatsanwälte und Richter.
Tathandlung des § 344 Abs. 1 StGB ist das Verfolgen eines Unschuldigen im Rahmen eines Strafverfahrens sowie die Mitwirkung an einem Verfahren zur Anordnung einer behördlichen Verwahrung (z. B. Sicherungsverwahrung). Der Täter muss zur Mitwirkung an einem der genannten Verfahren berufen sein. Das gilt beispielsweise nicht für Mitarbeiter des Verfassungsschutzes, die nach dem Trennungsgebot zwischen Polizei und Nachrichtendiensten gerade keine Befugnis zur Strafverfolgung haben (§ 8 Abs. 3 BVerfSchG).
Bestraft werden die Verfolgung oder das Hinwirken darauf gegen einen Unschuldigen oder jemanden, der sonst nach dem Gesetz nicht strafrechtlich verfolgt werden darf. Gemeint ist die Aufnahme oder Fortsetzung eines Ermittlungsverfahrens gegen Unschuldige und gegen Personen, deren Verfolgung bestimmte Rechtsgründe entgegenstehen, z. B. wenn ein Strafausschließungsgrund wie die Indemnität von Parlamentsmitgliedern (§ 36 StGB, Art. 46 GG) vorliegt oder die Tat verjährt ist.
§ 344 Abs. 2 Satz 1 StGB betrifft Verfahren zur Anordnung einer nicht freiheitsentziehenden Maßnahme im Sinne des § 11 Abs. 1 Nr. 8 StGB. Dazu zählen die nicht freiheitsentziehenden Maßregeln der Besserung und Sicherung nach § 61 Nr. 5 und Nr. 6 StGB (Entziehung der Fahrerlaubnis, § 69 StGB und Berufsverbot, § 70 StGB), außerdem die Einziehung und die Unbrauchbarmachung (§ 76a StGB). § 344 Abs. 2 Satz 2 StGB erfasst die Mitwirkung an Bußgeld- und Disziplinarverfahren sowie ehren- und berufsgerichtlichen Verfahren.
Tatopfer ist derjenige, gegen den sich die rechtswidrige Verfolgungsmaßnahme richtet. Der Begriff Unschuldiger ist jedoch irreführend, weil die in § 344 Abs. 2 StGB einbezogenen Maßregeln der Besserung und Sicherung auch bei Schuldunfähigkeit des Täters zulässig sind. Strafbar ist auch der Versuch, derjenige des Abs. 1 als Versuch eines Verbrechens auch ohne besondere Anordnung und derjenige des Abs. 2 aufgrund der darin enthaltenen Anordnung der Versuchsstrafbarkeit.
Durch Unterlassen kann § 344 StGB ebenfalls verwirklicht werden, wenn z. B. eine Freilassung aus der Untersuchungshaft nicht erfolgt.

## Subjektiver Tatbestand
Der subjektive Tatbestand erfordert Absicht oder Wissentlichkeit. Ein bedingter Vorsatz genügt nicht. Eine Strafbarkeit setzt voraus, dass ein Amtsträger absichtlich oder wissentlich einen „Unschuldigen“, der der rechtswidrigen Tat materiell nicht schuldig ist, strafrechtlich verfolgt. Der Täter muss sich seiner Stellung als Verfolgungsorgan bewusst sein. Darüber hinaus muss der Täter entweder (positiv) wissen, dass er mit seinem dienstlichen Akt jemanden verfolgt, der nicht verfolgt werden darf oder es muss ihm im Sinne einer Absicht gerade darauf ankommen, einen in diesem Sinne Unschuldigen zu verfolgen, auch wenn er keine sichere Kenntnis von dessen Unschuld hat. Das kann etwa der Fall sein bei „absurden und teilweise erlogenen“ Tatvorwürfen einer Staatsanwaltschaft.

## Konkurrenzen
Je nach Fallgestaltung sind Tateinheit oder Tatmehrheit möglich mit weiteren Straftaten im Amt, aber auch mit Freiheitsberaubung, Nötigung oder Bedrohung.

## Dienstrechtliche Folgen
Die Verfolgung Unschuldiger nach § 344 StGB ist ein so schwerwiegendes Dienstvergehen, dass es grundsätzlich die Entfernung aus dem Dienst rechtfertigt.

## Vorkommen
Die Strafverfolgungsstatistik für das Jahr 2017 weist bundesweit 19 Verurteilungen auf, für das Jahr 2021 3 Verurteilungen.
Einzelne, in der Presse thematisierte, Verdachtsfälle standen im Zusammenhang mit mutmaßlich erfundenen Widerstandshandlungen.